# 다수구

다수 구의 위치

다수구(한국어: 대수구, 중국어: 大樹區, 병음: Dàshù Qū)는 중화민국 가오슝시의 구이다. 넓이는 66.9811km2이고, 인구는 2015년 8월 기준으로 43,145명이다.

## 교육
- 이서우 대학

## 교통
- 타이완 철로관리국 핑둥 선

## 같이 보기
- 가오슝시